# PL/SQL Developer
PL/SQL Developer — интегрированная среда разработки для Oracle Database, которую создала и распространяет фирма Allround Automations из нидерландского города Энсхеде.
Возможности среды расширяемы посредством плагинов; на сайте разработчика доступны как плагины от Allaraound Automations, так и созданные сторонними пользователями. Первые версии появились во второй половине 1990-х годов, в 2022 году выпущена 15-я версия среды. Несмотря на появление в 2006 году среды разработки от корпорации Oracle — Oracle SQL Developer — PL/SQL Developer (наряду с Toad) по состоянию на 2020-е годы сохраняет определённую популярность продолжает применяться рядом программистов.